# Colibrí de cua metàl·lica de Stanley
El colibrí de cua metàl·lica de Stanley (Chalcostigma stanleyi) és una espècie d'ocell de la família dels troquílids (Trochilidae) que habita zones obertes dels Andes a l'Equador, nord del Perú, i des del sud del Perú fils l'oest de Bolívia.